# غادي (شاعر)
غادي أو جدائي أو جادائي كان شاعرًا من آسيا الوسطى في القرن الخامس عشر كتب باللغة التركية الجغتائية.  تم التعرف عليه من علي شير نافعي الأكثر شهرة باعتباره سلفًا له، والذي كان قد التقى به.:p.1–2

## الأعمال
كتب غادي ديوانًا، أو مجموعة قصائد، باللغة التي يمكن اعتبارها الآن اللغة الأدبية الجغتائية ما قبل الكلاسيكية.:p.1 في ذلك الوقت، كانت هذه اللغة تُعرف باسم "تركي"، والتي تعني. يسلط رستموف الضوء على حقيقة أن غاداي لم يكن شاعرًا صوفيًا، وأدرج جوانب من التقاليد الأدبية التركية المحلية في عمله.:p.5
توجد المخطوطة الوحيدة التي تحتوي على ديوان جادائي في المكتبة الوطنية في باريس، وتتكون من نصفين: الأول يحتوي على ديوان لطفي (شاعر آخر من القرن الخامس عشر كتب باللغة الجغتائية)، والثاني يحتوي على "ديوان جادائي"، في الصفحات من 96ب إلى 161أ. :p.4 الصفحة الأخيرة مفقودة، وقد تكون تضمنت بيانات وصفية عن المخطوطة، مثل اسم الناسخ ومتى تم نسخها. :p.4
يتكون الديوان في الغالب من الغزليات (229)، ولكن أيضًا من خمسة أطواغ ، وقصيدتين، ومستزاد واحد.